# 1803 au Nouveau-Brunswick
Chronologie du Nouveau-Brunswick
- 1799
- 1800
- 1801
- 1802
- 1803
- 1804
- 1805
- 1806
- 1807

Cette page concerne des événements survenus en 1803 dans la colonie du Nouveau-Brunswick.

## Naissances
- 7 juillet : Thomas Storrow Brown, quincaillier, journaliste, administrateur, fonctionnaire et patriote.